# Ceratoglyphina
Ceratoglyphina är ett släkte av insekter. Ceratoglyphina ingår i familjen långrörsbladlöss.
Kladogram enligt Catalogue of Life:
| Ceratoglyphina | \| \| Ceratoglyphina bambusae \| \| \| \| \| \| Ceratoglyphina bengalensis \| \| \| \| \| \| Ceratoglyphina populisucta \| \| \| \| \| \| Ceratoglyphina roepkei \| \| \| \| \| \| Ceratoglyphina styracicola \| \| \| \| |
|                | \| \| Ceratoglyphina bambusae \| \| \| \| \| \| Ceratoglyphina bengalensis \| \| \| \| \| \| Ceratoglyphina populisucta \| \| \| \| \| \| Ceratoglyphina roepkei \| \| \| \| \| \| Ceratoglyphina styracicola \| \| \| \| |
|                | Ceratoglyphina bambusae |
|                | |
|                | Ceratoglyphina bengalensis |
|                | |
|                | Ceratoglyphina populisucta |
|                | |
|                | Ceratoglyphina roepkei |
|                | |
|                | Ceratoglyphina styracicola |
|                | |